# Philiris riuensis
Philiris riuensis är en fjärilsart som beskrevs av Tite 1963. Philiris riuensis ingår i släktet Philiris och familjen juvelvingar. Inga underarter finns listade i Catalogue of Life.